# Pimeliinae
Pimeliinae (лат.) — подсемейство жуков семейства чернотелок.

## Образ жизни
Личинки живут в почве и передние ноги увеличены у них роющего типа. У некоторых групп (Stenosini, Cnemeplatiini и Cossyphodini) в пределах подсемейства развита мирмекофилия. Представители подсемейства хорошо приспособлены к жизни в засушливых условиях. В отличие от других чернотелок у них нет защитных желез.

## Систематика
В составе подсемейства:
- Триба Adesmiini Lacordaire, 1859
  - Род Stenocara
  - Род Adesmia
- Триба Lachnogyini Seidlitz, 1894
  - Род Lachnogya
  - Род Netuschilia
- Триба Cnemeplatiini
  - Род Rondoniella
- Триба Cossyphodini
  - Род Cossyphodes
  - Род Cossyphodinus
- Триба Pimeliini Latreille, 1802
  - Род Sternodes Fischer von Waldheim, 1837
- Incertae sedis
  - Род Coelosattus Blaisdell, 1927
  - Род Kocakia Kaszab, 1985
  - Род Megasattus Casey, 1908
  - Род Nesostes Casey, 1908
  - Род Prohylithus Kaszab, 1964